# نيزامي (أرارات)
مدينة نيزامي (بالأرمينية:Նիզամի) (بالإنجليزية: Nizami)‏ هي إحدى المدن التابعة لمقاطعة أرارات في أرمينيا. يقدر عدد سكانها بـ 1460 نسمة حسب الإحصاء الذي جرى عام 2011.